# Mackinaw (Illinois)
Mackinaw est un village américain du comté de Tazewell, dans l'État de l'Illinois. Mackinaw est un mot qui vient de l'ojibwé qui signifie en français : tortue. Le nom est mentionné pour la première fois en 1773 en tant que Little Michilimackinac River. Le village est baptisé en référence à la rivière Mackinaw. Il est incorporé le 9 juin 1897.

## Démographie
Lors du recensement de 2010, le village comptait une population de 1 950 habitants.

## Source de la traduction
- (en) Cet article est partiellement ou en totalité issu de l’article de Wikipédia en anglais intitulé « Mackinaw, Illinois » (voir la liste des auteurs).